# Noori Oubaha
Noori Oubaha (Ravenstein, 19 september 2001) is een Nederlands voetballer van Marokkaanse afkomst die als middenvelder voor FC Eindhoven speelt.

## Carrière
Noori Oubaha speelde in de jeugd van RKSV Margriet, Vitesse, Sportclub N.E.C., N.E.C. en FC Eindhoven. Hij debuteerde in het eerste elftal van FC Eindhoven op 24 februari 2020, in de met 2-4 gewonnen uitwedstrijd tegen Jong AZ. Hij kwam in de 67e minuut in het veld voor Dave de Meij.

### Carrière
| Seizoen                    | Club           | Land           | Competitie     | Competitie | Competitie | Beker | Beker | Totaal | Totaal |
| Seizoen                    | Club           | Land           | Competitie     | Wed.       | Dlp.       | Wed.  | Dlp.  | Wed.   | Dlp.   |
| -------------------------- | -------------- | -------------- | -------------- | ---------- | ---------- | ----- | ----- | ------ | ------ |
| 2019/20                    | FC Eindhoven   | Nederland      | Eerste divisie | 1          | 0          | 0     | 0     | 1      | 0      |
| Carrièretotaal             | Carrièretotaal | Carrièretotaal | Carrièretotaal | 1          | 0          | 0     | 0     | 1      | 0      |
| Bijgewerkt op 3 maart 2020 |                |                |                |            |            |       |       |        |        |